# Tour de la communauté de Madrid 2019
La 32e édition du Tour de la communauté de Madrid a eu lieu du 10 au 12 mai 2019. Elle fait partie du calendrier UCI Europe Tour 2019 en catégorie 2.1. Il s'agit de la 12e manche de la Coupe d'Espagne de cyclisme sur route 2019.

## Présentation

### Équipes
| WorldTeam- Movistar Team Équipes continentales professionnelles (9)- Total Direct Énergie - W52-FC Porto - Arkéa-Samsic - Euskadi Basque Country-Murias - Delko-Marseille Provence - Burgos-BH - Caja Rural-Seguros RGA - Manzana Postobón - Gazprom-RusVelo Équipes continentales (7)- Sporting-Tavira - Ludofoods Louletano Aviludo - Fundación Euskadi - Kometa - Coldeportes Bicicletas Strongman - Matrix Powertag - Guerciotti-Kiwi Atlántico |
| |

## Étapes
| Étape     | Date   | Villes étapes                                             | type                      | Distance (km) | Vainqueur d'étape | Leader du classement général |
| --------- | ------ | --------------------------------------------------------- | ------------------------- | ------------- | ----------------- | ---------------------------- |
| 1re étape | 10 mai | Aranjuez – Aranjuez                                       | étape de moyenne montagne | 164,1         | Niccolò Bonifazio | Niccolò Bonifazio            |
| 2e étape  | 11 mai | San Martín de Valdeiglesias – San Martín de Valdeiglesias | étape de moyenne montagne | 164,5         | Alex Aranburu     | Alex Aranburu                |
| 3e étape  | 12 mai | Madrid – Madrid                                           | étape de plaine           | 99,9          | Maxime Daniel     | Clément Russo                |

## Déroulement de la course

### 1reétape
| \| Classement de l'étape \| Classement de l'étape \| Classement de l'étape \| Classement de l'étape \| Classement de l'étape \| \| Coureur \| Coureur \| Pays \| Équipe \| Temps \| \| --------------------- \| --------------------- \| --------------------- \| ----------------------------- \| --------------------- \| \| 1er \| Niccolò Bonifazio \| Italie \| Total Direct Énergie \| 3 h 57 min 29 s \| \| 2e \| Enrique Sanz \| Espagne \| Euskadi Basque Country-Murias \| + 0 s \| \| 3e \| Clément Russo \| France \| Arkéa-Samsic \| + 0 s \| \| 4e \| Maxime Daniel \| France \| Arkéa-Samsic \| + 0 s \| \| 5e \| Carlos Barbero \| Espagne \| Movistar Team \| + 0 s \| \| 6e \| Alex Aranburu \| Espagne \| Caja Rural-Seguros RGA \| + 0 s \| \| 7e \| Romain Hardy \| France \| Arkéa-Samsic \| + 0 s \| \| 8e \| Iuri Filosi \| Italie \| Delko Marseille Provence \| + 0 s \| \| 9e \| Bryan Gómez \| Colombie \| Manzana Postobón \| + 0 s \| \| 10e \| Michele Gazzoli \| Italie \| Kometa \| + 0 s \| |                   |          |                               |                 |
| |                   |          |                               |                 |
| Source : ProCyclingStats |                   |          |                               |                 |
| Classement de l'étape |                   |          |                               |                 |
| Coureur | Coureur           | Pays     | Équipe                        | Temps           |
| 1er | Niccolò Bonifazio | Italie   | Total Direct Énergie          | 3 h 57 min 29 s |
| 2e | Enrique Sanz      | Espagne  | Euskadi Basque Country-Murias | + 0 s           |
| 3e | Clément Russo     | France   | Arkéa-Samsic                  | + 0 s           |
| 4e | Maxime Daniel     | France   | Arkéa-Samsic                  | + 0 s           |
| 5e | Carlos Barbero    | Espagne  | Movistar Team                 | + 0 s           |
| 6e | Alex Aranburu     | Espagne  | Caja Rural-Seguros RGA        | + 0 s           |
| 7e | Romain Hardy      | France   | Arkéa-Samsic                  | + 0 s           |
| 8e | Iuri Filosi       | Italie   | Delko Marseille Provence      | + 0 s           |
| 9e | Bryan Gómez       | Colombie | Manzana Postobón              | + 0 s           |
| 10e | Michele Gazzoli   | Italie   | Kometa                        | + 0 s           |

| \| Classement général \| Classement général \| Classement général \| Classement général \| Classement général \| \| Coureur \| Coureur \| Pays \| Équipe \| Temps \| \| ------------------ \| ------------------ \| ------------------ \| ----------------------------- \| ------------------ \| \| 1er \| Niccolò Bonifazio \| Italie \| Total Direct Énergie \| 3 h 57 min 29 s \| \| 2e \| Enrique Sanz \| Espagne \| Euskadi Basque Country-Murias \| + 0 s \| \| 3e \| Clément Russo \| France \| Arkéa-Samsic \| + 0 s \| \| 4e \| Maxime Daniel \| France \| Arkéa-Samsic \| + 0 s \| \| 5e \| Carlos Barbero \| Espagne \| Movistar Team \| + 0 s \| \| 6e \| Alex Aranburu \| Espagne \| Caja Rural-Seguros RGA \| + 0 s \| \| 7e \| Romain Hardy \| France \| Arkéa-Samsic \| + 0 s \| \| 8e \| Iuri Filosi \| Italie \| Delko Marseille Provence \| + 0 s \| \| 9e \| Bryan Gómez \| Colombie \| Manzana Postobón \| + 0 s \| \| 10e \| Michele Gazzoli \| Italie \| Kometa \| + 0 s \| |                   |          |                               |                 |
| |                   |          |                               |                 |
| Source : ProCyclingStats |                   |          |                               |                 |
| Classement général |                   |          |                               |                 |
| Coureur | Coureur           | Pays     | Équipe                        | Temps           |
| 1er | Niccolò Bonifazio | Italie   | Total Direct Énergie          | 3 h 57 min 29 s |
| 2e | Enrique Sanz      | Espagne  | Euskadi Basque Country-Murias | + 0 s           |
| 3e | Clément Russo     | France   | Arkéa-Samsic                  | + 0 s           |
| 4e | Maxime Daniel     | France   | Arkéa-Samsic                  | + 0 s           |
| 5e | Carlos Barbero    | Espagne  | Movistar Team                 | + 0 s           |
| 6e | Alex Aranburu     | Espagne  | Caja Rural-Seguros RGA        | + 0 s           |
| 7e | Romain Hardy      | France   | Arkéa-Samsic                  | + 0 s           |
| 8e | Iuri Filosi       | Italie   | Delko Marseille Provence      | + 0 s           |
| 9e | Bryan Gómez       | Colombie | Manzana Postobón              | + 0 s           |
| 10e | Michele Gazzoli   | Italie   | Kometa                        | + 0 s           |

### 2eétape
| \| Classement de l'étape \| Classement de l'étape \| Classement de l'étape \| Classement de l'étape \| Classement de l'étape \| \| Coureur \| Coureur \| Pays \| Équipe \| Temps \| \| --------------------- \| ------------------------ \| --------------------- \| -------------------------------- \| --------------------- \| \| 1er \| Alex Aranburu \| Espagne \| Caja Rural-Seguros RGA \| 4 h 06 min 53 s \| \| 2e \| Romain Hardy \| France \| Arkéa-Samsic \| + 0 s \| \| 3e \| Vicente García de Mateos \| Espagne \| Aviludo-Louletano \| + 0 s \| \| 4e \| Sergey Shilov \| Russie \| Gazprom-RusVelo \| + 0 s \| \| 5e \| Jhonatan Cañaveral \| Colombie \| Coldeportes Bicicletas Strongman \| + 0 s \| \| 6e \| Clément Russo \| France \| Arkéa-Samsic \| + 0 s \| \| 7e \| Juan Felipe Osorio \| Colombie \| Manzana Postobón \| + 0 s \| \| 8e \| Jonathan Lastra \| Espagne \| Caja Rural-Seguros RGA \| + 0 s \| \| 9e \| Diego Rubio \| Espagne \| Burgos-BH \| + 0 s \| \| 10e \| Garikoitz Bravo \| Espagne \| Euskadi Basque Country-Murias \| + 0 s \| |                          |          |                                  |                 |
| |                          |          |                                  |                 |
| Source : ProCyclingStats |                          |          |                                  |                 |
| Classement de l'étape |                          |          |                                  |                 |
| Coureur | Coureur                  | Pays     | Équipe                           | Temps           |
| 1er | Alex Aranburu            | Espagne  | Caja Rural-Seguros RGA           | 4 h 06 min 53 s |
| 2e | Romain Hardy             | France   | Arkéa-Samsic                     | + 0 s           |
| 3e | Vicente García de Mateos | Espagne  | Aviludo-Louletano                | + 0 s           |
| 4e | Sergey Shilov            | Russie   | Gazprom-RusVelo                  | + 0 s           |
| 5e | Jhonatan Cañaveral       | Colombie | Coldeportes Bicicletas Strongman | + 0 s           |
| 6e | Clément Russo            | France   | Arkéa-Samsic                     | + 0 s           |
| 7e | Juan Felipe Osorio       | Colombie | Manzana Postobón                 | + 0 s           |
| 8e | Jonathan Lastra          | Espagne  | Caja Rural-Seguros RGA           | + 0 s           |
| 9e | Diego Rubio              | Espagne  | Burgos-BH                        | + 0 s           |
| 10e | Garikoitz Bravo          | Espagne  | Euskadi Basque Country-Murias    | + 0 s           |

| \| Classement général \| Classement général \| Classement général \| Classement général \| Classement général \| \| Coureur \| Coureur \| Pays \| Équipe \| Temps \| \| ------------------ \| ------------------------ \| ------------------ \| -------------------------------- \| ------------------ \| \| 1er \| Alex Aranburu \| Espagne \| Caja Rural-Seguros RGA \| 8 h 04 min 22 s \| \| 2e \| Romain Hardy \| France \| Arkéa-Samsic \| + 0 s \| \| 3e \| Clément Russo \| France \| Arkéa-Samsic \| + 0 s \| \| 4e \| Jhonatan Cañaveral \| Colombie \| Coldeportes Bicicletas Strongman \| + 0 s \| \| 5e \| Carlos Barbero \| Espagne \| Movistar Team \| + 0 s \| \| 6e \| Vicente García de Mateos \| Espagne \| Aviludo-Louletano \| + 0 s \| \| 7e \| Alexander Grigoriev \| Russie \| Sporting-Tavira \| + 0 s \| \| 8e \| Garikoitz Bravo \| Espagne \| Euskadi Basque Country-Murias \| + 0 s \| \| 9e \| Eduard Prades \| Espagne \| Movistar Team \| + 0 s \| \| 10e \| Sergey Shilov \| Russie \| Gazprom-RusVelo \| + 0 s \| |                          |          |                                  |                 |
| |                          |          |                                  |                 |
| Source : ProCyclingStats |                          |          |                                  |                 |
| Classement général |                          |          |                                  |                 |
| Coureur | Coureur                  | Pays     | Équipe                           | Temps           |
| 1er | Alex Aranburu            | Espagne  | Caja Rural-Seguros RGA           | 8 h 04 min 22 s |
| 2e | Romain Hardy             | France   | Arkéa-Samsic                     | + 0 s           |
| 3e | Clément Russo            | France   | Arkéa-Samsic                     | + 0 s           |
| 4e | Jhonatan Cañaveral       | Colombie | Coldeportes Bicicletas Strongman | + 0 s           |
| 5e | Carlos Barbero           | Espagne  | Movistar Team                    | + 0 s           |
| 6e | Vicente García de Mateos | Espagne  | Aviludo-Louletano                | + 0 s           |
| 7e | Alexander Grigoriev      | Russie   | Sporting-Tavira                  | + 0 s           |
| 8e | Garikoitz Bravo          | Espagne  | Euskadi Basque Country-Murias    | + 0 s           |
| 9e | Eduard Prades            | Espagne  | Movistar Team                    | + 0 s           |
| 10e | Sergey Shilov            | Russie   | Gazprom-RusVelo                  | + 0 s           |

### 3eétape
| \| Classement de l'étape \| Classement de l'étape \| Classement de l'étape \| Classement de l'étape \| Classement de l'étape \| \| Coureur \| Coureur \| Pays \| Équipe \| Temps \| \| --------------------- \| --------------------- \| --------------------- \| ----------------------------- \| --------------------- \| \| 1er \| Maxime Daniel \| France \| Arkéa-Samsic \| 2 h 17 min 15 s \| \| 2e \| Niccolò Bonifazio \| Italie \| Total Direct Énergie \| + 0 s \| \| 3e \| Clément Russo \| France \| Arkéa-Samsic \| + 0 s \| \| 4e \| Romain Hardy \| France \| Arkéa-Samsic \| + 0 s \| \| 5e \| Carlos Barbero \| Espagne \| Movistar Team \| + 0 s \| \| 6e \| Francisco Campos \| Portugal \| W52-FC Porto \| + 0 s \| \| 7e \| Enrique Sanz \| Espagne \| Euskadi Basque Country-Murias \| + 0 s \| \| 8e \| Matthew Gibson \| Royaume-Uni \| Burgos-BH \| + 0 s \| \| 9e \| Jhonatan Restrepo \| Colombie \| Manzana Postobón \| + 0 s \| \| 10e \| Jaume Sureda \| Espagne \| Burgos-BH \| + 0 s \| |                   |             |                               |                 |
| |                   |             |                               |                 |
| Source : ProCyclingStats |                   |             |                               |                 |
| Classement de l'étape |                   |             |                               |                 |
| Coureur | Coureur           | Pays        | Équipe                        | Temps           |
| 1er | Maxime Daniel     | France      | Arkéa-Samsic                  | 2 h 17 min 15 s |
| 2e | Niccolò Bonifazio | Italie      | Total Direct Énergie          | + 0 s           |
| 3e | Clément Russo     | France      | Arkéa-Samsic                  | + 0 s           |
| 4e | Romain Hardy      | France      | Arkéa-Samsic                  | + 0 s           |
| 5e | Carlos Barbero    | Espagne     | Movistar Team                 | + 0 s           |
| 6e | Francisco Campos  | Portugal    | W52-FC Porto                  | + 0 s           |
| 7e | Enrique Sanz      | Espagne     | Euskadi Basque Country-Murias | + 0 s           |
| 8e | Matthew Gibson    | Royaume-Uni | Burgos-BH                     | + 0 s           |
| 9e | Jhonatan Restrepo | Colombie    | Manzana Postobón              | + 0 s           |
| 10e | Jaume Sureda      | Espagne     | Burgos-BH                     | + 0 s           |

## Classements finals

### Classement général final
| \| Classement général \| Classement général \| Classement général \| Classement général \| Classement général \| \| Coureur \| Coureur \| Pays \| Équipe \| Temps \| \| ------------------ \| ------------------------ \| ------------------ \| -------------------------------- \| ------------------ \| \| 1er \| Clément Russo \| France \| Arkéa-Samsic \| 10 h 21 min 37 s \| \| 2e \| Romain Hardy \| France \| Arkéa-Samsic \| + 0 s \| \| 3e \| Carlos Barbero \| Espagne \| Movistar Team \| + 0 s \| \| 4e \| Alex Aranburu \| Espagne \| Caja Rural-Seguros RGA \| + 0 s \| \| 5e \| Alexander Grigoriev \| Russie \| Sporting-Tavira \| + 0 s \| \| 6e \| Garikoitz Bravo \| Espagne \| Euskadi Basque Country-Murias \| + 0 s \| \| 7e \| Jhonatan Cañaveral \| Colombie \| Coldeportes Bicicletas Strongman \| + 0 s \| \| 8e \| Jhonatan Restrepo \| Colombie \| Manzana Postobón \| + 0 s \| \| 9e \| Eduard Prades \| Espagne \| Movistar Team \| + 0 s \| \| 10e \| Vicente García de Mateos \| Espagne \| Aviludo-Louletano \| + 0 s \| |                          |          |                                  |                  |
| |                          |          |                                  |                  |
| Source : ProCyclingStats |                          |          |                                  |                  |
| Classement général |                          |          |                                  |                  |
| Coureur | Coureur                  | Pays     | Équipe                           | Temps            |
| 1er | Clément Russo            | France   | Arkéa-Samsic                     | 10 h 21 min 37 s |
| 2e | Romain Hardy             | France   | Arkéa-Samsic                     | + 0 s            |
| 3e | Carlos Barbero           | Espagne  | Movistar Team                    | + 0 s            |
| 4e | Alex Aranburu            | Espagne  | Caja Rural-Seguros RGA           | + 0 s            |
| 5e | Alexander Grigoriev      | Russie   | Sporting-Tavira                  | + 0 s            |
| 6e | Garikoitz Bravo          | Espagne  | Euskadi Basque Country-Murias    | + 0 s            |
| 7e | Jhonatan Cañaveral       | Colombie | Coldeportes Bicicletas Strongman | + 0 s            |
| 8e | Jhonatan Restrepo        | Colombie | Manzana Postobón                 | + 0 s            |
| 9e | Eduard Prades            | Espagne  | Movistar Team                    | + 0 s            |
| 10e | Vicente García de Mateos | Espagne  | Aviludo-Louletano                | + 0 s            |